# Partido del Pueblo Costarricense
El Partido del Pueblo Costarricense fue un político de izquierda de Costa Rica, que participó electoralmente en la Coalición de Pueblo Unido en 1986. 
Fue fundado en 1984 por el dirigente comunista Manuel Mora Valverde y Eduardo Mora Valverde, Manuel Mora Salas, tras las disputas internas contra el sectarismo y el dogmatismo, dentro de Vanguardia Popular que llevaron a la escisión del mismo en 1984. Dio origen a posteriores agrupaciones de izquierda democrática.
 Editaba el periódico Libertad.